# Čáka

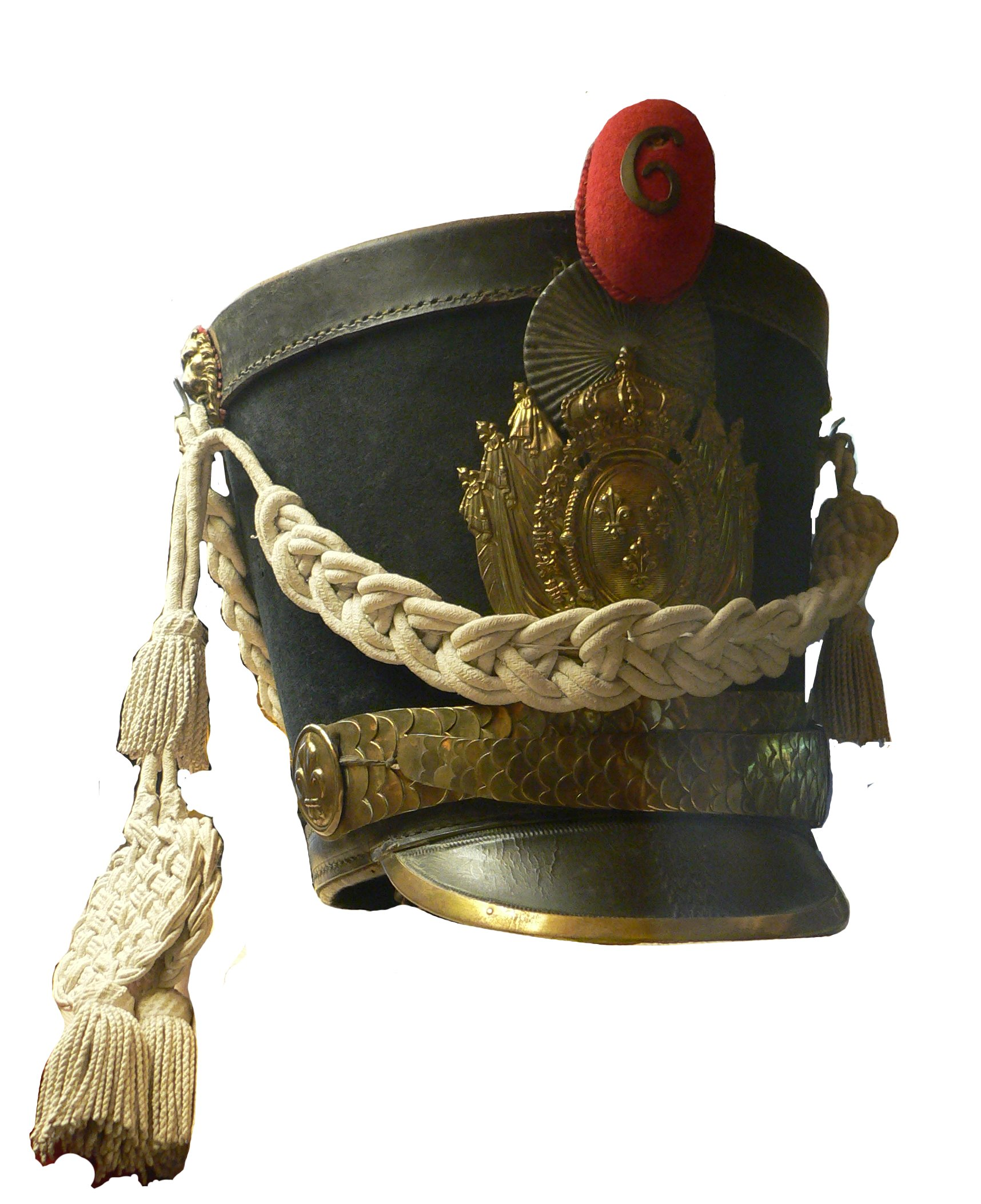
Čáka francouzského důstojníka 6. pluku královské gardy z let 1822-1830

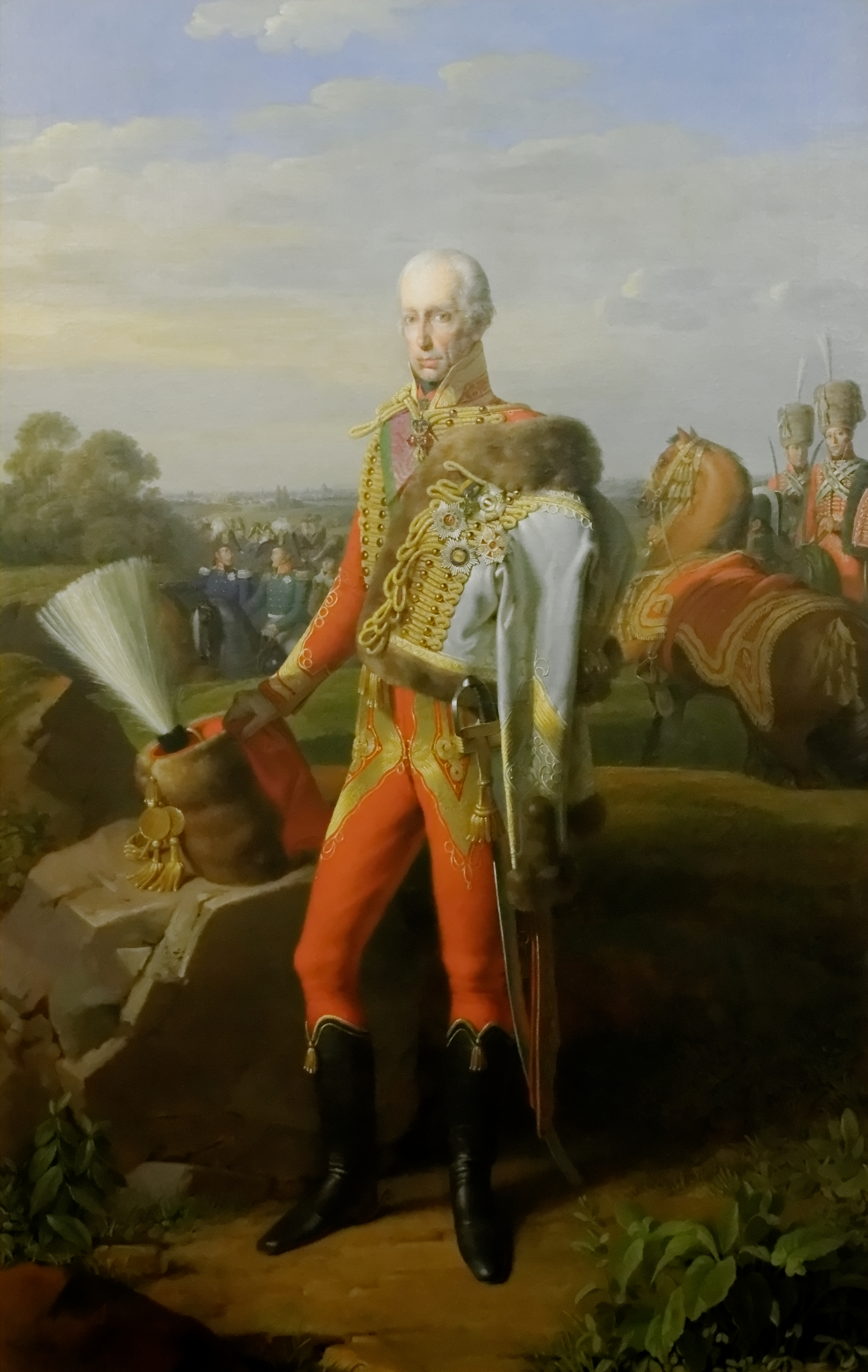
Rakouský císař František I. v husarské uniformě s kožešinovou čákou, 1810-1815

Čáka, nebo čáko (z maďarského csákó označující čepici hraničářů, angl. shako) je vysoká tvrdá čepice či klobouk válcového nebo kónického tvaru, vojenského původu. Užívala se převážně jako součást slavnostní uniformy, pro boj v poli byla nahrazena nízkou čepicí.

## Materiál a střih
Válcová nebo kónická kostra a dýnko mohou být zhotoveny z papírové lepenky, s hedvábnou či bavlněnou podšívkou a potahem z kůže nebo ze sukna. Jindy je kostra tlačená ze silné kůže, pozdní příklady bývají ze železného nebo ocelového plechu. Čáky mívají štítek vpředu a vzadu. Ruské čáky bývaly potažené kožešinou, nejčastěji perziánovou. Britská královská stráž u Buckinghamského paláce v Londýně má čáky s medvědí kožešinou. Důležitou součástí čáky je její příslušenství: kožený řemínek k upevnění pod bradu nebo na záda, distinkce: barevné provedení, zpravidla ve dvou kontrastních barvách, plechový tlačený odznak se znakem státu, armády, jednotky nebo korporace, ke které nositel přísluší. Dekoraci tvoří dále chochol z peří (odnímatelný), kokarda či bambule (někdy s číslem vojenské jednotky), kroucená šňůra nebo šňůry se střapcem, často z dracounu zlaté barvy.

## Historie
Čáka byla zavedena ve druhé polovině 18. století pro příslušníky armád jako odznak hodnosti důstojníků, rozšířila se díky napoleonským válkám z Francie do celé Evropy a ve 40. letech 19. století do Ameriky. Prostřednictvím koloniálních vlád se čáka dostala do Asie, Afriky a Austrálie, kdy je dosud oblíbenou součástí uniforem národních nebo vládních gard. Také sloužila a slouží jako součást slavnostní uniformy některých civilních institucí a organizací, například havířů nebo hasičů. 
V posledních desetiletích čáku nosí také ženy při přehlídkách mažoretek. 

## Jiný význam
- Rčení: Mít čáku, tj. naději na služební povýšení.

## Galerie

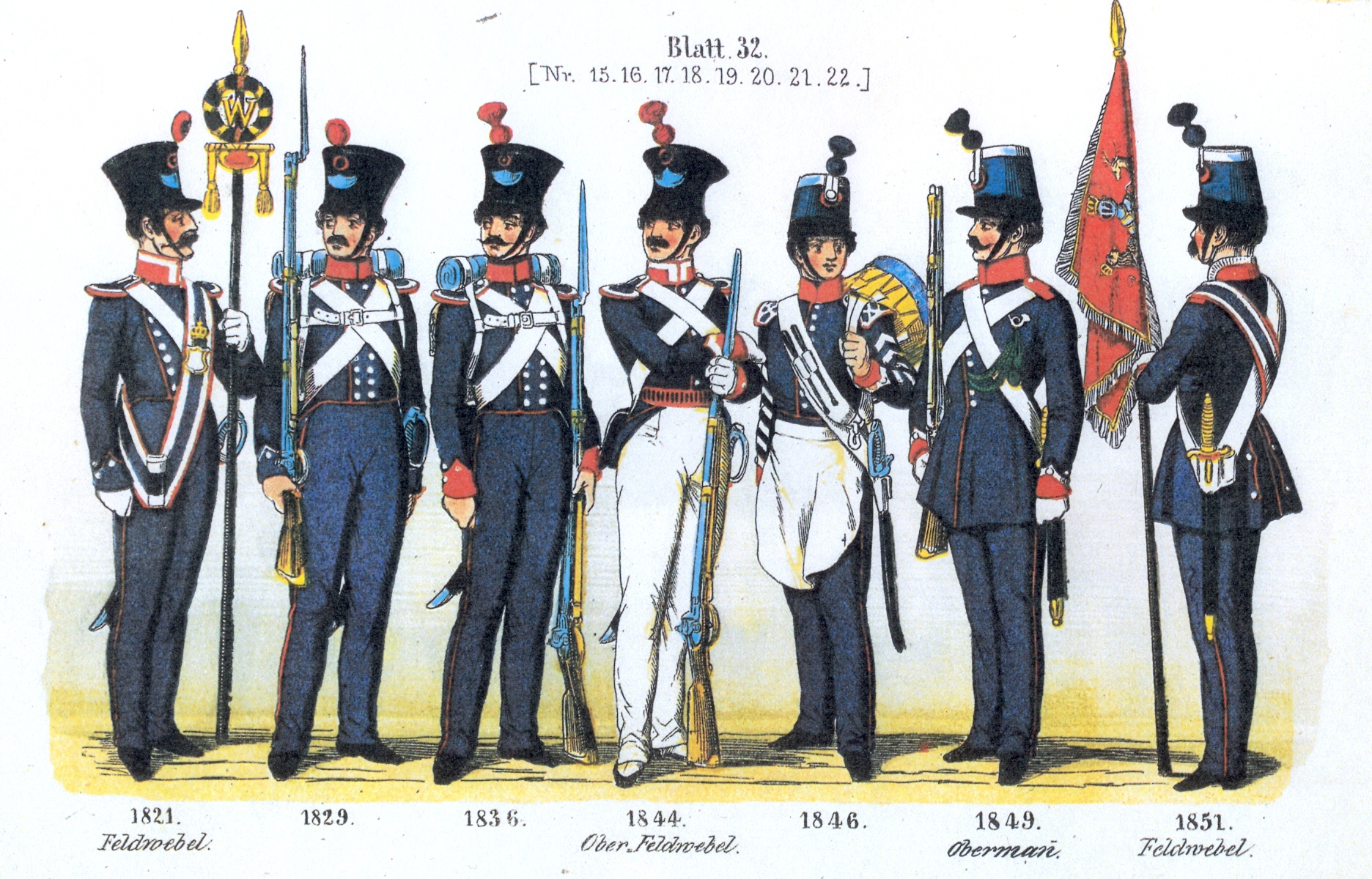
Würtemberská armáda z let 1821-1850
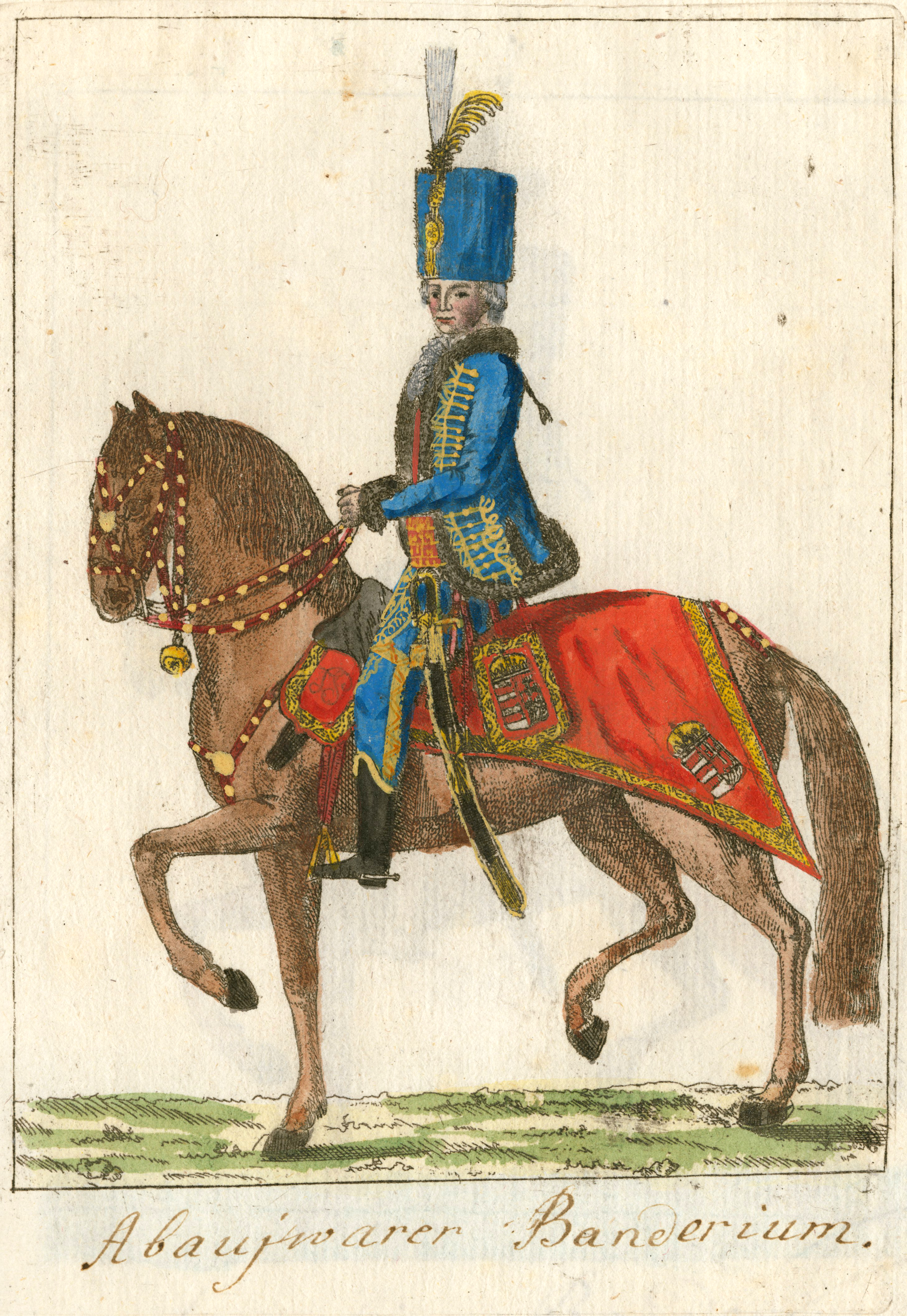
Pandur kolem 1790
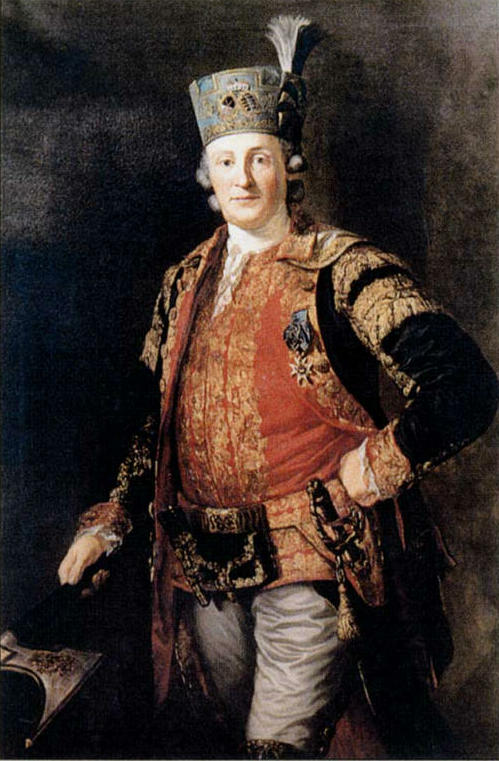
Baron Heynitz v pruské hornické uniformě, 1802
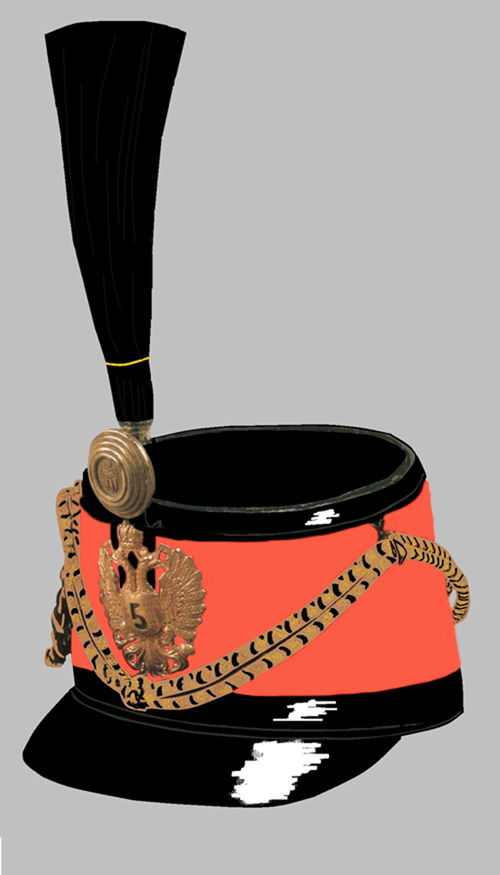
Čáka rakousko-uherského husara 5.regimentu
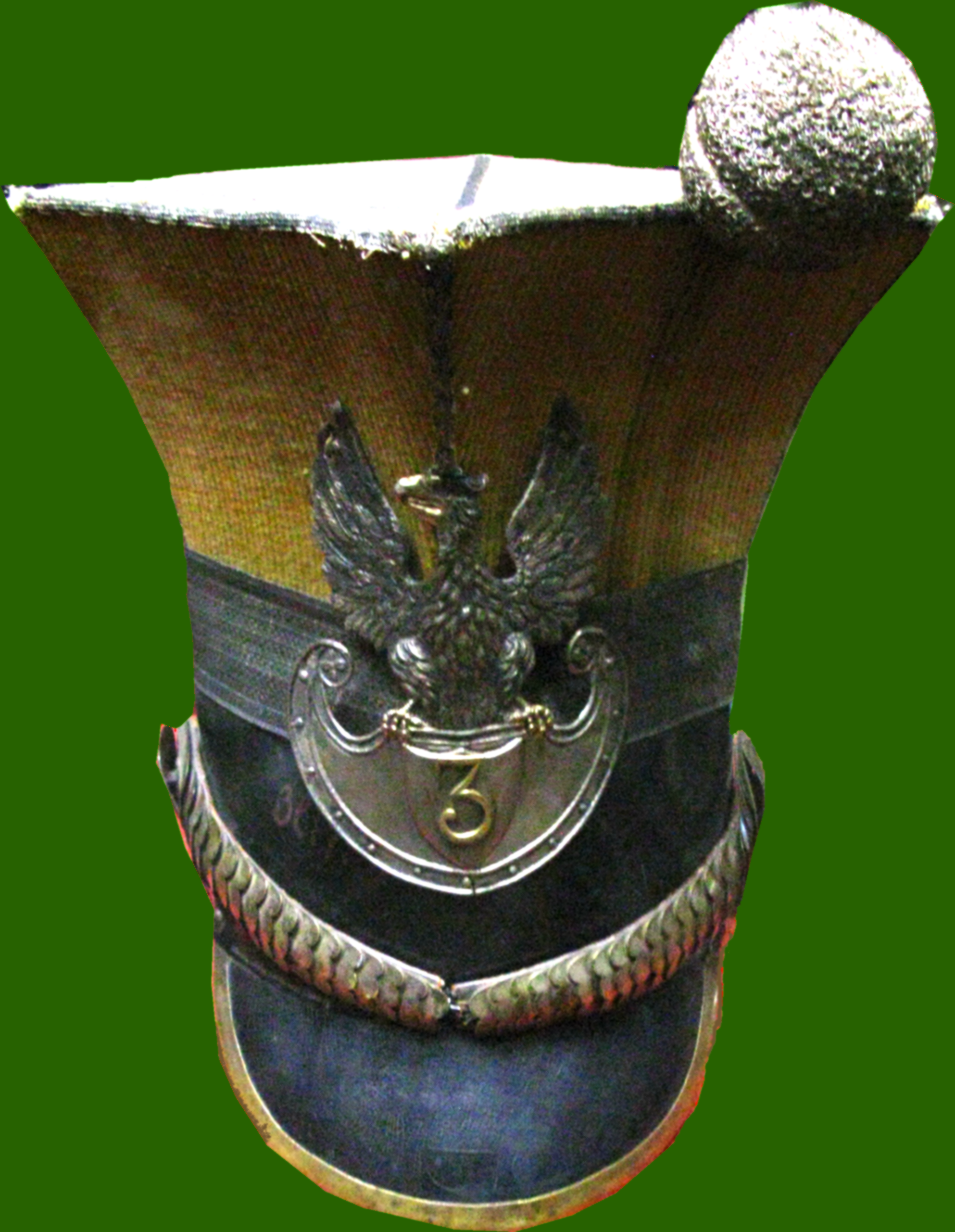
Čáka polského hulána, kolem 1830
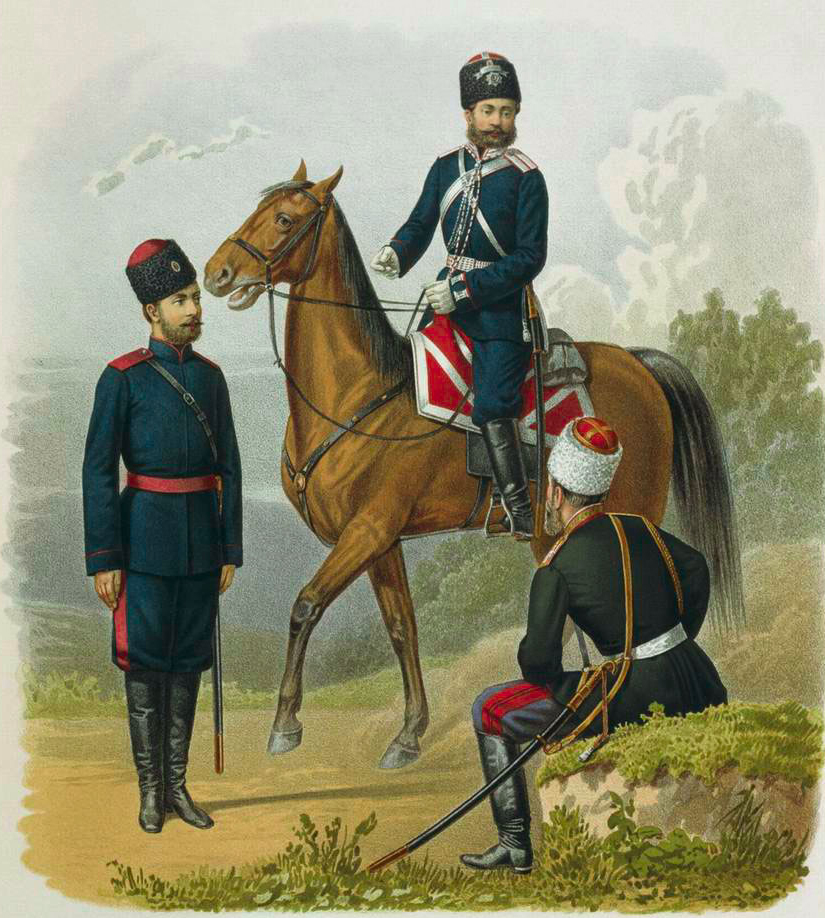
Ruští kozáci kolem 1880
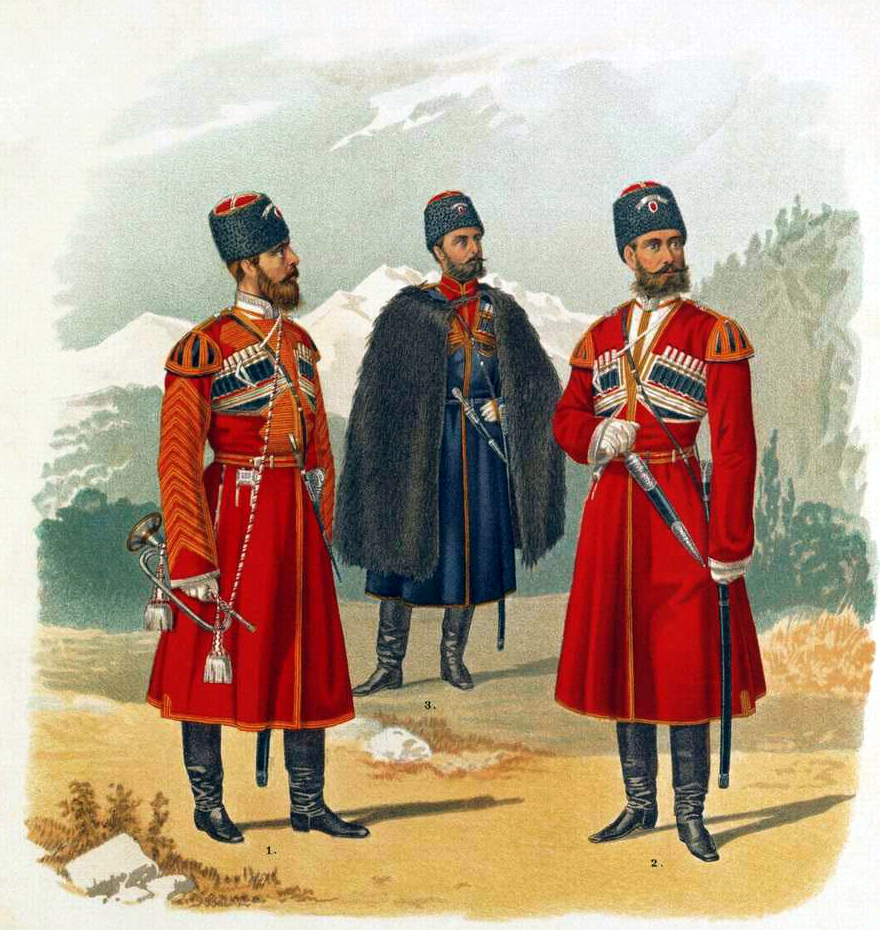
Kavkazská eskadrona, asi 1890
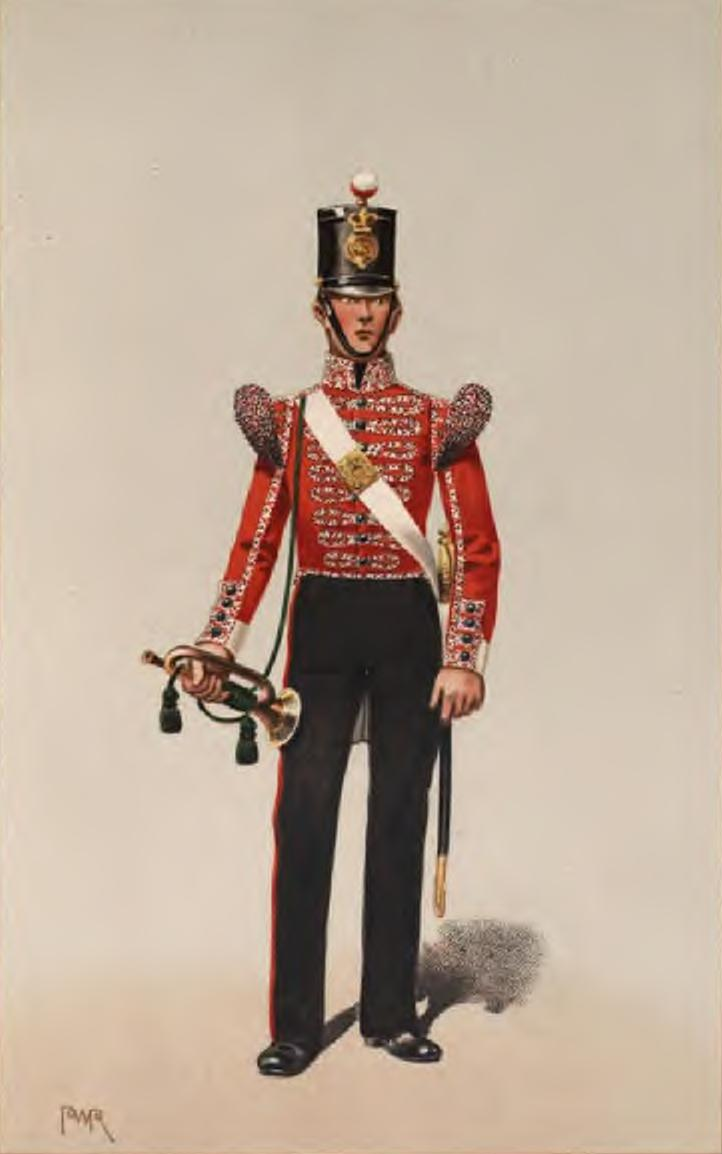
Britský kornet krále Alberta, 1848
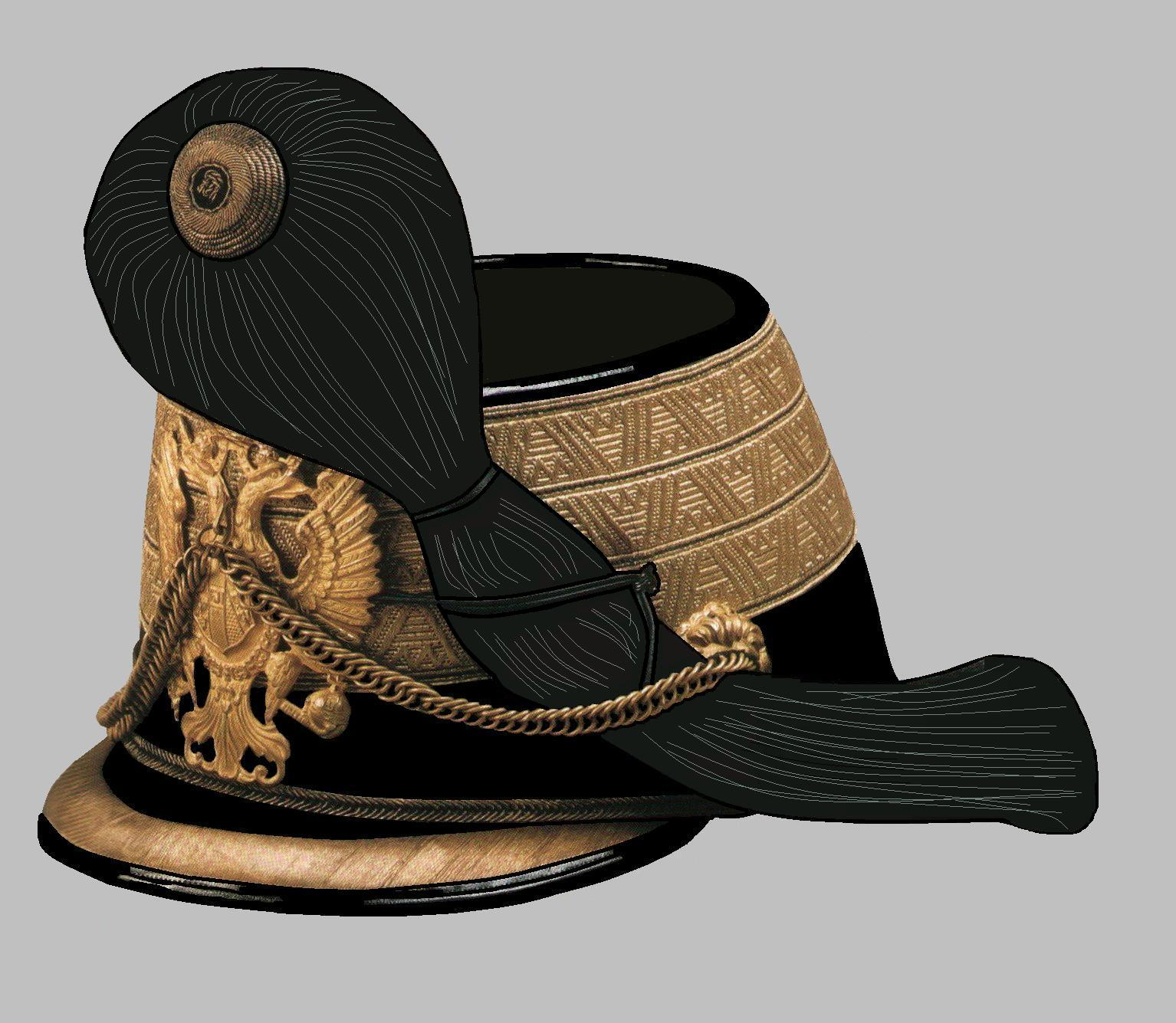
Čáka rakousko-uherských dělostřelců, asi 1900
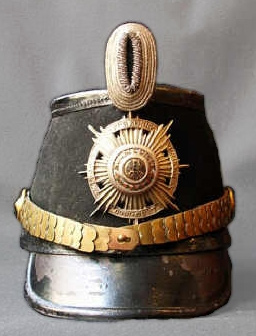
Čáka pruské armády, asi 1910
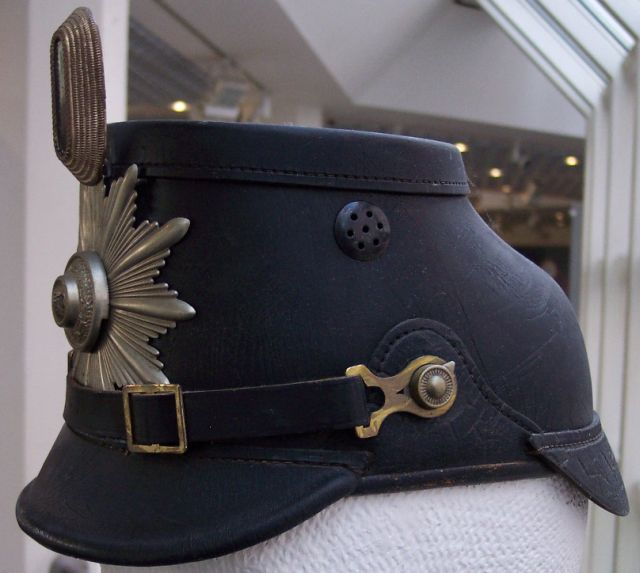
Čáka pruské policie, kolem 1930